# 施特龙贝格
施特龙贝格（德語：Stromberg，發音：[ˈʃtʁoːmˌbɛʁk] ⓘ）是德国莱茵兰-普法尔茨州巴特克罗伊茨纳赫县的城市，面积为9.02平方千米，2023年12月31日人口为3,466人。